# Ковачевич, Александар (теннисист)
Александар Ковачевич (серб. Александар Ковачевић, англ. Aleksandar Kovačević; род. 29 августа 1998, Нью-Йорк, США) — американский теннисист, сербского происхождения. Полуфиналист турнира Большого шлема в смешанном парном разряде (Открытый чемпионат США-2024).

## Биография
Родился 29 августа 1998 года в Нью-Йорке, в штате Нью-Йорк, в США, и имеет сербское происхождение.
Его мать Миланка родом из Травника (Босния и Герцеговина), а его отец Милан Ковачевич из Белграда (Сербия). Оба его родителя играли в настольный теннис и встретились во время турнира на юниорском уровне. Позже, до рождения Александара, они эмигрировали в США в 1998 году, где Милан изучал информатику в Калифорнийском университете в Лос-Анджелесе, а затем работал в Колумбийском университете в Нью-Йорке. Когда Ковачевич был моложе, семья посещала Сербию каждый год. Он приводит в пример матч Открытого чемпионата США 2005 года между Новаком Джоковичем и Гаэлем Монфисом, который он смотрел по телевизору, когда ему было 6 лет, как причину, по которой он начал играть в теннис.

## Спортивная карьера

### 2024
В январе 2024 года участвовал в одиночном разряде Australian Open и дошёл до второго раунда, где проиграл россиянину Карену Хачанову со счётом 4-6, 3-6, 6-4, 3-6.
В конце августа 2024 года участвовал в одиночном разряде Открытого чемпионата США, где в первом раунде проиграл соотечественнику Фрэнсису Тиафо со счётом 4-6, 3-6, 6-4, 5-7.
На этом же турнире дошёл до полуфинала в смешанном парном разряде вместе с соотечественницей Тайрой Катериной Грант, где они проиграли итальянцам Саре Эррани и Андреа Вавассори (со счётом 3-6, 5-7) — в итоге ставшими чемпионами этого турнира.
В сентябре 2024 года, в Чэнду (Китай) на турнире Открытый чемпионат Чэнду в первом раунде соревнований проиграл россиянину Алибеку Качмазову со счётом 4-6, 6-7(7).

## Рейтинг на конец года
| Год  | Одиночный рейтинг | Парный рейтинг |
| 2024 | 111               |                |
| 2023 | 110               | 443            |
| 2022 | 158               | 290            |
| 2021 | 356               | 659            |
| 2020 | 526               | 874            |
| 2019 | 562               | 849            |
| 2018 |                   | 637            |
| 2017 | 1849              | —              |

## Выступления на турнирах

### Финалы турнировATPв одиночном разряде (1)

#### Поражения (1)
| Легенда                    |
| -------------------------- |
| Турниры Большого шлема (0) |
| Итоговый турнир ATP (0)    |
| Мастерс (0)                |
| АТР 500 (0)                |
| АТР 250 (0)                |

| №  | Дата           | Турнир            | Покрытие   | Соперник в финале   | Счёт              |
| 1. | 2 февраля 2025 | Монпелье, Франция | Хард (зал) | Феликс Оже-Альяссим | 2-6 7-6(7) 6-7(2) |